# Ealdred de Northumbrie
Pour les articles homonymes, voir Ealdred.
Ealdred est le fils d'Eadwulf, et son successeur à Bamburgh en 913.

## Biographie
Chassé de ses terres par Ragnall Uí Ímair, Ealdred s'allie avec Constantín mac Áeda, roi d'Alba, et affronte Ragnall à Corbridge en 918. La bataille semble avoir été incertaine, Ragnall conservant tout ou partie de la Northumbrie.
Dans la première décennie du Xe siècle, il semble coopérer avec Édouard l'Ancien et Æthelred de Mercie. La Historia de sancto Cuthberto précise qu'il « était aimé du roi Edouard comme son père Eadulf avait été aimé par le roi Alfred ». En 920, avec son frère Uhtred, il fait partie des nobles du Nord de la Grande-Bretagne qui se soumettent à Édouard l'Ancien 
Le roi de Wessex lui confirme la possession de Chalgrave, dans le Bedfordshire, mais en dépit de ces marques de courtoisie, il est probable que Ealdred reconnaissait plus la suzeraineté de Constantin que celle d'Æthelstan. Son titre exact n'est pas connu, mais son fils Osulf est ultérieurement reconnu en anglais comme « high-reeve » une traduction du titre gaélique de mormaer c'est-à-dire « grand sénéchal ».
La dernière mention certaine d'Ealdred date de 926. La Chronique anglo-saxonne indique que cette année-là, Æthelstan, le fils et successeur d'Édouard l'Ancien, rencontre les rois du nord de l'Angleterre à Eamont Bridge le 12 juillet, et parmi eux se trouve « Aldred, le fils d'Eadulf de Bamburgh ».